# Helló, Sandybell!
A Helló, Sandybell! (ハロー!サンディベル; Haró! Szandiberu; Hepburn: Harō! Szandiberu; Hello! Sandybell) sódzso animesorozat, amelyet a Toei Animation készített Sitara Hirosi rendezésében, Dzsinbo Siró története alapján. Zenéjét Vatanabe Takeo szerezte. Japánban a TV Asahi vetítette 47 epizódon keresztül 1981. március 6. és 1982. február 26. között.
Magyarországon először a Szív TV vetítette Sandybell címmel 1994 körül, majd az RTL Klub Rajzfilmklub műsorblokkjában is látható volt 1998-ban. A Szív TV változata VHS-en, majd DVD-n is megjelent néhány epizód kivételével. Az RTL Klub is ezt használta fel az AB International Distribution francia változatára illesztve, a hiányzó részeket pedig új szinkronnal pótolták.

## Történet
Sandybell egy skót kisvárosban él apjával, édesanyja még kiskorában elhunyt. Ezért is érdeklődik folyton, hogy milyen volt az édesanyja, ám apjától mindig csak azt a kitérő választ kapja, hogy gyönyörű asszony volt. A lány vígan éli életét, és minden csínyben benne van a többi gyerekkel és hűséges kutyájával, Oliverrel, amit csak el lehet képzelni a kisváros életében. Egy nap találkozik Wellington grófnővel, egy kedves asszonnyal, aki a város melletti kastélyban él. Rosszakaróra is akad, a dúsgazdag és arrogáns Kitty Shearer személyében, aki egy város melletti kúriában lakik, nem messze Wellingtonéktól.
Kitty gyűlöli Sandybellt és folyton látogatja a grófnőt, abban a reményben, hogy elnyeri fia, Mark szerelmét. Mark és Sandybell azonban időközben egymásba szeretnek. Sandybell a grófnőtől kap egy nárciszt, amit a falu határában ültet el, majd a nárcisz köré újabb virágokat ültetve egy egész virágoskertet hoz létre. A kertet a mama virágoskertjének nevezi el, mivel a nárciszt az édesanyjához hasonlítja.
Miután Sandybell apja egy betegségben váratlanul meghal, a lány, apja utolsó kívánságának eleget téve Londonba utazik annak barátjához, Ronwoodhoz, akitől megtudja a teljes igazságot, hogy egy szörnyű hajóbalesetben szakadt el valódi szüleitől, s ezután Leslie Christie nevelte, mint a saját lányát. Sandybell a kiadónál sokat segít Ronwoodnak és elhatározza, hogy riporter szeretne lenni.
Rickyvel indulnak neki a nagyvilágnak, hogy cikkeket írjanak Ronwood lapjába és megkeressék Sandy édesanyját, aki talán még életben van. Közben Kitty is riporternek áll és Sandy riválisa lesz, de egy ifjú szabadúszó, Alex Peterson is felbukkan. Mark pedig ezalatt egyedül küzd, hogy igazi művész lehessen.

## Szereplők
Sandybell Christie
Szinkronhangja: Jamamoto Juriko  (japán), Zsigmond Tamara (magyar)
A történet főhőse, egy félárva skót kislány. Sandybell egy nyugodt kisvárosban él, ahol csínytevésekkel telnek napjai. Ezzel gyakran felbőszíti a felnőtteket, de a gyerekek kedvelik. Apja, Leslie Christie a halálos ágyán elárulja az igazat, hogy ő csak a nevelőapja, valódi szülei pedig valószínűleg meghaltak egy hajóbalesetben. Kérésére Sandybell Londonba utazik Leslie barátjához, Mr. Ronwoodhoz, aki egy újságot szerkeszt. Ennek hatására a lány eldönti, hogy riporter szeretne lenni és egy utcagyerekkel, Rickyvel indulnak neki a nagyvilágnak, hogy cikkeket írjanak Ronwood lapjába és megkeressék Sandy édesanyját, aki talán még életben van.

### A Wellington család és szolgálóik
Mark Brunch Wellington
Szinkronhangja: Siozava Kaneto  (japán), Galambos Péter (magyar)
Wellingtonék fia, aki festészetet tanul és egyszer elismert művész szeretne lenni. Beceneve a virágherceg. Nem érdekli az arisztokraták szabályokkal teli világa, de rákényszerül, hogy eljegyeztesse magát Kitty Shearerrel, annak ellenére, hogy Sandybell iránt táplál érzelmeket. Évekig magányosan dolgozik azon, hogy igazi művésszé váljon, a cél érdekében az eljegyzését is felbontja Kittyvel. Végül Monsieur Vicente Lusan támogatásával elismerést szerez és Sandybellel rátalál boldogságára is.
Wellington grófnő
Szinkronhangja: Szakuma Ai  (japán), Mics Ildikó (magyar)
Kedves asszony, aki Sandybell városa melletti kastélyban lakik. Sandybell úgy véli, a grófnő hasonlít édesanyjához. Miután visszautazik Londonba, férjével együtt autóbalesetben életét veszti. A balesetet többen öngyilkosságnak vélik, mivel a család eladósodott.
Walter, a komornyik: Szinkronhangja: ?  (japán), Juhász Tóth Frigyes (magyar)

### A Shearer család és szolgálóik
Kitty Shearer
Szinkronhangja: Kojama Mami  (japán), Zsíros Ágnes, Riha Zsófia, Madarász Éva (37–43. epizód) (magyar)
Dúsgazdag és arrogáns úri hölgy, aki a város melletti kúriában lakik, nem messze Wellingtonéktól. Kitty gyűlöli Sandybellt és folyton látogatja a grófnőt, abban a reményben, hogy elnyeri fia, Mark szerelmét. Kedvelt elfoglaltsága a vadászat. Mikor Mark eltűnik úgy dönt, hogy saját lábra áll és riporter lesz, mint Sandybell. Bár megviseli, amikor Mark felbontja az eljegyzésüket, Alec Petersonban megtalálja a megfelelő férjet.
Mr. Shearer
Szinkronhangja: Kitagava Jonehiko  (japán), Szabó Ottó (magyar)
Kitty Shearer édesapja. Szigorú és ravasz ember. Pénzével próbálja meg rávenni az elszegényedett Wellingtonékat Kitty és Mark házasságára. Végül rájön, hogy tévedés volt Markra erőltetni az eljegyzést és Alex Petersonban találja meg örökösét.
Mrs. Shearer
Szinkronhangja: ?  (japán), Czigány Judit (magyar)
Kitty Shearer édesanyja.
Robert, a sofőr: Szinkronhangja: ?  (japán), Wohlmuth István (magyar)

### Sandybell városának lakói
Leslie Christie
Szinkronhangja: Kaneucsi Josio  (japán), Koroknay Géza (magyar)
Sandybell nevelőapja, aki tanárként dolgozik a faluban. Eltitkolta Sandybell elől, hogy nem ő a vér szerinti apja és, hogy betegségben szenved. Halálos ágyán arra kéri Sandybellt, hogy utazzon Londonba Ronwoodékhoz.
Charles
Szinkronhangja: Sioja Joku  (japán), Boros Zoltán (magyar)
Egy fiú a városban, aki két társával folyton piszkálja Sandybellt és Kitty kisasszonynak dolgoznak némi pénzért.
Mr. és Mrs. Scott
Mr. Scott: Szinkronhangja: Szató Maszaharu  (japán), Simon György (magyar)
Mrs. Scott: Szinkronhangja: Aszó Mijoko  (japán), Zsolnai Júlia (magyar)
Mivel Sandybell édesanyja elhunyt, Christie úr pedig a sok munka miatt keveset tud törődni lányával, ezért a Scott család is kivette a részét a kislány neveléséből. Sandybell szomszédságában laknak és mindenben segítik Sandybellt és a többi gyereket.
Maggie édesanyja
Szinkronhangja: ?  (japán), Várhegyi Teréz (magyar)
Szigorú asszony, aki folyton panaszkodik Sandybell miatt Scottéknak és Christie úrnak.

#### Továbbiak
- Tom bácsi: Szinkronhangja: Szuganuma Kaku  (japán), Várkonyi András (magyar)
- David, Charles magas haverja: Szinkronhangja: ?  (japán), Fekete Zoltán (magyar)
- George, Charles kövér haverja: Szinkronhangja: ?  (japán), Kerekes József (magyar)
- Laura: Szinkronhangja: ?  (japán), ? (magyar)
- Ruth: Szinkronhangja: ?  (japán), ? (magyar)
- Maggie: Szinkronhangja: ?  (japán), Molnár Ilona (magyar)
- Jaime: Szinkronhangja: ?  (japán), Molnár Levente (magyar)
- Paul: Szinkronhangja: ?  (japán), Vicsek Miklós (magyar)
- iskolaigazgató: Szinkronhangja: ?  (japán), Horkai János (magyar)
- Maria kisasszony: Szinkronhangja: ?  (japán), ? (magyar)

### Londoniak
Kankan Ronwood
Szinkronhangja: Murakosi Icsiró  (japán), Cs. Németh Lajos (magyar)
Leslie Christie londoni barátja, aki megígérte neki, hogyha meghal, gondját viseli Sandybellnek. Egy csőd szélén álló lapkiadót működtet, a Ronwood News hetilap szerkesztője és kiadója. Ideges természete miatt a Mr. Kankan becenévvel illetik.
Mrs. Honor Ronwood
Szinkronhangja: ?  (japán), Rácz Kati (magyar)
Ronwood mogorva felesége, aki nem tudja kifejezni valódi érzéseit. Féltékeny Sandybellre, ahogyan Mr. Ronwood bánik vele, ezért nem kedveli és sok házimunkát ad neki. Később megkedveli a lányt és megviseli, amikor útnak indul.
Eva Ronwood
Szinkronhangja: ?  (japán), Ősi Ildikó (magyar)
Mr. Ronwood és Mrs. Honor lánya. Féltékeny Sandybellre és megpróbál borsot törni az orra alá. Miután azonban Kitty jachtjával hajótörést szenvednek és Sandybell kimenti a vízből, szoros barátságot kötnek.
Ricky Kentle
Szinkronhangja: Macusima Minori  (japán), Kassai Károly, Fekete Zoltán (25–28. epizód), Minárovits Péter (37–43. epizód) (magyar)
Egy londoni utcagyerek, aki barátságot köt Sandybellel. Gyakran okoz gondot Ronwoodnak a kocsija „kölcsönvételével”. mikor Sandy riporter lesz, ő is vele tart, mint fotós.

#### Továbbiak
- Alice: Szinkronhangja: ?  (japán), Dögei Éva (magyar)
- Bob: Szinkronhangja: ?  (japán), Minárovits Péter (magyar)
- Tiszteletes úr: Szinkronhangja: ?  (japán), Keresztes Sándor (magyar)
- Harrison Halley: Szinkronhangja: ?  (japán), Várkonyi András (magyar)
- Erik bácsi: Szinkronhangja: ?  (japán), Horkai János (magyar)

### További szereplők
Clive Lemmrich
Szinkronhangja: ?  (japán), Horányi László (magyar)
Festő, aki hírnevét és karrierjét Shearer úrnak köszönheti, azonban emiatt úgy véli, hogy kiveszett belőle a művészet szeretete.
Edward Lawrence
Szinkronhangja: Tanaka Takasi  (japán), Kárpáti Tibor (magyar)
Kedves arisztokrata ember, akivel a kórházban ismerkedik meg Sandybell. Edward egész életében csak magára kívánt támaszkodni és mindenkit elüldözött maga mellől. Sandybellel való találkozása döbbenti rá a társak szükségességére, s kiváló lelki társra lelnek egymásban, mindig akkor bukkan fel, amikor a lány segítségre szorul. Az epilógusban kiderül, hogy ő Sandybell édesanyjának, Linda Edwardnak az öccse, tehát Sandybell nagybátyja.
Alec Peterson
Szinkronhangja: ?  (japán), Csankó Zoltán (magyar)
Fiatal kezdő riporter, aki profinak adja ki magát. Szabadúszó riporterként Sandybell és Kittyék körül tartózkodik és gyakran kisegíti őket. A bűn és a kirekesztés ellen küzd. Sandybellben elhunyt húgát látja. Az epilógusban házasságot köt Kittyvel.
Scapan
Szinkronhangja: Mugihito  (japán), Horányi László (magyar)
Kitty fényképésze és riportersegédje. Bár sokféle tehetséget állít magáról, valójában elég ügyetlen ember és általában szidalmazást kap a főszerkesztőtől és Kittytől.
Linda Edward
Szinkronhangja: ?  (japán), Kiss Erika (magyar)
Sandybell édesanyja, aki egy hajószerencsétlenségben elvesztette férjét és elválasztotta a sors lányától. Mivel elvesztette emlékezetét egy árvaházban lesz nővér. Itt talál rá lánya 16 évvel a tragédia után.
Vicente Lusan
Szinkronhangja: ?  (japán), ?, Uri István (magyar)
Elismert, világhírű műkincskereskedő, aki látva Mark tehetségét, felkarolja őt.
Julian Brooks
Szinkronhangja: ?  (japán), Kiss Erika (magyar)
Ricky Párizsi barátja, aki divattervezést tanul. Bár elismerik a munkáját, visszautasítja a díjat, mivel Mark róla készült rajzát használta fel hozzá, s ezért lelkiismeret-furdalása van.
narrátor
Szinkronhangja: Macusima Minori  (japán), Varga T. József és Bordi András (magyar)
További magyar hangok
Karsai István, Kassai Ilona, Kiss Virág, Sebestyén Erika, Szokol Péter, Szőke András

## Epizódok
| #  | Epizód címe | Első japán sugárzás  | Első magyar sugárzás |
| -- | --- | -------------------- | -------------------- |
| 1  | Hajrá Sandy! Anokoha midori no kaze no naka (あの子は緑の風の中) | 1981. március 6.     |                      |
| 2  | A reménység kertje Mama no hanazono (ママの花園) | 1981. március 13.    |                      |
| 3  | Nárciszok Siroszuiszen no macu oka (白水仙の待つ丘; Hepburn: Shirosuisen no matsu oka) | 1981. március 20.    |                      |
| 4  | A kert hercege Hanazono no Prince (花園のプリンス; Hanazono no Purinszu; Hepburn: Hanazono no Purinsu)                                                                                             | 1981. március 27.    |                      |
| 5  | A felfedezés Nigedasita Prince (逃げ出したプリンス; Nigedasita Purinszu; Hepburn: Nigedashita Purinsu)                                                                                             | 1981. április 3.     |                      |
| 6  | Egy szép díszlet Tokimeki no Date va mizu no naka (ときめきのデートは水の中; Tokimeki no Déto va mizu no naka; Hepburn: Tokimeki no Dēto wa mizu no naka)                                          | 1981. április 10.    |                      |
| 7  | A festő küldetése Sketching rjokó no vana (スケッチ旅行の罠; Szukeccsi rjokó no vana; Hepburn: Sukecchi ryokō no wana)                                                                             | 1981. április 17.    |                      |
| 8  | Egy fantasztikus születésnap Tandzsó Party no joru (誕生パーティーの夜; Tandzsó Pátí no joru; Hepburn: Tanjō Pātī no yoru)                                                                         | 1981. május 1.       |                      |
| 9  | Tragikus eltűnés Vakare va tocuzen ni (別れは突然に; Hepburn: Wakare wa totsuzen ni) | 1981. május 8.       |                      |
| 10 | Mark eltűnése Ame no joru no dekigoto (雨の夜の出来事; Hepburn: Ame no yoru no dekigoto) | 1981. május 15.      |                      |
| 11 | Az ősz virágai Akikaze ni jureru hana (秋風に揺れる花; Hepburn: Akikaze ni yureru hana) | 1981. május 29.      |                      |
| 12 | Sandy, a hősnő Gekirjú ni szakebu koe (激流に叫ぶ声; Hepburn: Gekiryū ni sakebu koe) | 1981. június 6.      |                      |
| 13 | Karácsony este Szeimei hitocu juki no jozora ni (生命ひとつ雪の夜空に; Hepburn: Seimei hitotsu yuki no yozora ni)                                                                                  | 1981. június 12.     |                      |
| 14 | Egy nehéz döntés Szajónara mori to mizuumi no kokjó (さようなら森と湖の故郷; Hepburn: Sayōnara mori to mizuumi no kokyō)                                                                           | 1981. június 19.     |                      |
| 15 | Félelmetes London London no icsija (ロンドンの一夜; Rondon no icsija; Hepburn: Rondon no ichiya)                                                                                                   | 1981. június 26.     |                      |
| 16 | Harag és könnyek Curai namida va janeuraheja de (つらい涙は屋根裏部屋で; Hepburn: Tsurai namida wa yaneuraheya de)                                                                                 | 1981. július 3.      |                      |
| 17 | Az igazság Araumi ga nonda rjósin no nazo (荒海がのんだ両親の謎; Hepburn: Araumi ga nonda ryōshin no nazo)                                                                                         | 1981. július 10.     |                      |
| 18 | Elloptunk egy arcképet Hikiszaka reta omoide no he (引き裂かれた思い出の絵; Hepburn: Hikisaka reta omoide no he)                                                                                   | 1981. július 17.     |                      |
| 19 | A kéziratok elrablásának rejtélye Kacudzsi vo nuszunda kaitó (活字をぬすんだ怪盗; Hepburn: Katsuji wo nusunda kaitō)                                                                               | 1981. július 24.     |                      |
| 20 | A hajtótörés Namima ni kieta nikusimi (波間に消えた憎しみ; Hepburn: Namima ni kieta nikushimi) | 1981. július 31.     |                      |
| 21 | Utazás haza Szaikai no kokjó ni jukigafuru (再会の故郷に雪が降る; Hepburn: Saikai no kokyō ni yukigafuru)                                                                                          | 1981. augusztus 7.   |                      |
| 22 | A furcsa postás Inu ga hakonda Mark no tegami (犬が運んだマークの手紙; Inu ga hakonda Máku no tegami; Hepburn: Inu ga hakonda Māku no tegami)                                                      | 1981. augusztus 14.  |                      |
| 23 | Egy újság Csiiszana kidzsi no ókina hamon (小さな記事の大きな波紋; Hepburn: Chiisana kiji no ōkina hamon)                                                                                          | 1981. augusztus 21.  |                      |
| 24 | A lányok döntése Szudacsi iku nacu no muszume tacsi (巣立ち行く夏の娘たち; Hepburn: Sudachi iku natsu no musume tachi)                                                                             | 1981. augusztus 28.  |                      |
| 25 | Hajrá riporterlány! Let’s Go! Hana no sódzso kisa (レッツゴー!花の少女記者; Reccugó! Hana no sódzso kisa; Hepburn: Rettsugō! Hana no shōjo kisha)                                                  | 1981. szeptember 4.  |                      |
| 26 | Egy sajnálatos félreértés Hacsi ni oszovarete tocugeki suzai (ハチにおそわれて突撃取材; Hepburn: Hachi ni osowarete totsugeki shuzai)                                                              | 1981. szeptember 11. |                      |
| 27 | Sandybell börtönbe kerül Tecugósi no naka no tokudane kisa (鉄格子の中の特ダネ記者; Hepburn: Tetsugōshi no naka no tokudane kisha)                                                                 | 1981. szeptember 18. |                      |
| 28 | Dupla jótett Ucsiakerare nai csicsi no sótai (うちあけられない父の正体; Hepburn: Uchiakerare nai chichi no shōtai)                                                                                 | 1981. október 2.     |                      |
| 29 | Elrablás Minato ni szute rareta akacsan no jukue (港に捨てられた赤ちゃんのゆくえ; Hepburn: Minato ni sute rareta akachan no yukue)                                                                 | 1981. október 9.     |                      |
| 30 | Julien Paris ni ikiru sódzso (パリに生きる少女; Pari ni ikiru sódzso; Hepburn: Pari ni ikiru shōjo)                                                                                                | 1981. október 16.    |                      |
| 31 | Párizsi románc Romance no ovari o cugeru kane (ロマンスの終りを告げる鐘; Romanszu no ovari o cugeru kane; Hepburn: Romansu no owari o tsugeru kane)                                                | 1981. október 23.    |                      |
| 32 | Párizs csatornái Paris no csika szuidó va ai no meiro (パリの地下水道は愛の迷路; Pari no csika szuidó va ai no meiro; Hepburn: Pari no chika suidō wa ai no meiro)                                 | 1981. november 6.    |                      |
| 33 | A grófné képmása Mark o nerau Shearer ka no inbó (マークを狙うシアラー家の陰謀; Máku o nerau Siará ka no inbó; Hepburn: Māku o nerau Shiarā ka no inbō)                                            | 1981. november 13.   |                      |
| 34 | A szökevény Budó hatake ni kaette kita muszume (ぶどう畑に帰って来た娘; Hepburn: Budō hatake ni kaette kita musume)                                                                                | 1981. november 20.   |                      |
| 35 | A titokzatos randevú Anohito o mama to jobenakutemo (あの人をママと呼べなくても; Hepburn: Anohito o mama to yobenakutemo)                                                                          | 1981. november 27.   |                      |
| 36 | Egy kockázatos vállalkozás Athen e no kiken na dódzsósa (アテネへの危険な同乗者; Atene e no kiken na dódzsósa; Hepburn: Atene e no kiken na dōjōsha)                                               | 1981. december 4.    |                      |
| 37 | Az ifjú festő Funekoja ni nokoszareta Mark no e (; Funekoja ni nokoszareta Máku no e; Hepburn: Funekoya ni nokosareta Māku no e)                                                                   | 1981. december 11.   |                      |
| 38 | Ellopták az autót Nuszumareta Sandybell gó (盗まれたサンディベル号; Nuszumareta Szandiberu gó; Hepburn: Nusumareta Sandiberu gō)                                                                   | 1981. december 18.   |                      |
| 39 | Megkeressük anyát! Marseille no kiken na haha szagasi (マルセイユの危険な母さがし; Maruszeiju no kiken na haha szagasi; Hepburn: Maruseiyu no kiken na haha sagashi)                               | 1981. december 25.   |                      |
| 40 | Meglepő felismerés Minato no boszu no igai na kokuhaku (港のボスの意外な告白; Hepburn: Minato no bosu no igai na kokuhaku)                                                                         | 1982. január 8.      |                      |
| 41 | Zsarolás Hirovareta koinu to kjóhaku dzsó (拾われた子犬と脅迫状; Hepburn: Hirowareta koinu to kyōhaku jō)                                                                                          | 1982. január 15.     |                      |
| 42 | Lelkiismeret-furdalás Pyrenees szanroku ni jureru Mark no kokoro (ピレネー山麓にゆれるマークの心; Pirené szanroku ni jureru Máku no kokoro; Hepburn: Pirenē sanroku ni yureru Māku no kokoro)      | 1982. január 22.     |                      |
| 43 | A viharos elválás Arasi no naka ni tacu Mark no kecui (嵐の中に立つマークの決意; Arasi no naka ni tacu Máku no kecui; Hepburn: Arashi no naka ni tatsu Māku no ketsui)                             | 1982. január 29.     |                      |
| 44 | Egy apró nyom Futatabi cukanda haha note gakari (再びつかんだ母のてがかり; Hepburn: Futatabi tsukanda haha note gakari)                                                                            | 1982. február 5.     |                      |
| 45 | A tanú Haha note gakari o nigiru otoko (母のてがかりを握る男) | 1982. február 12.    |                      |
| 46 | A fülbevaló Ima, meguri aeta haha va (今、めぐり逢えた母は; Hepburn: Ima, meguri aeta haha wa) | 1982. február 19.    |                      |
| 47 | Sok szerencsét Sandybell! Szajónara Sandybell siavasze o eien ni! (さようならサンディベル幸せを永遠に!; Szajónara Szandiberu siavasze o eien ni!; Hepburn: Sayōnara Sandiberu shiawase o eien ni!) | 1982. február 26.    |                      |

## Zene
A Helló, Sandybell! zenéjét Vatanabe Takeo szerezte. A sorozat egy főcímmel és egy zárófőcímmel rendelkezik. A főcím a Hello! Sandybell Horie Micuko és a The Champs előadásában, a zárófőcímdal pedig a Siroi szuiszen (堀江美都子; Hepburn: Shiroi suisen), előadója Horie Micuko és a Koorogi ’73 zenei társulat.
Az RTL Klub magyar változata az eredeti japántól eltérő főcímmel és egy zárófőcímmel rendelkezik, azok az AB International Distribution francia változatával megegyezőek.

## Magyar DVD-kiadás
Magyarországon a Fümoto adta ki a sorozat első 40 epizódját négy dupla DVD-n 2006-ban és 2007-ben.
| # | Kiadás dátuma       | Epizódok |
| - | ------------------- | -------- |
| 1 | 2006. március 17.   | 1–12.    |
| 2 | 2006. szeptember 6. | 13–24.   |
| 3 | 2007. május 16.     | 25–32.   |
| 4 | 2007. június 6.     | 33–40.   |